# Мульчицы
Мульчицы (укр. Мульчиці) — село в Варашской городской общине Варашского района Ровненской области Украины. Возле села протекает река Стыр.
Население по переписи 2001 года составляло 1317 человек. Почтовый индекс — 34320. Телефонный код — 3634. Код КОАТУУ — 5620886901.